# Diego Lagos
Diego Eduardo Lagos (5 de marzo de 1986, Mar del Plata, Argentina) es un futbolista argentino que juega como centrocampista ofensivo en el Club Agropecuario Argentino de la Segunda División de Argentina.

## Selección nacional
Fue campeón del Campeonato Sudamericano Sub-17 de 2003 y obtuvo el Tercer puesto en la Copa Mundial de Fútbol Sub-17 de 2003.

### Participaciones con la selección
| Torneo              | Sede      | Resultado     |
| ------------------- | --------- | ------------- |
| Sudamericano Sub-17 | Bolivia   | Campeón       |
| Copa Mundial Sub-17 | Finlandia | Tercer puesto |

## Estadísticas
| Lanús Argentina                             |                  |               |     |    |    |    |    |    |     |      |      |
| 1.ª                                         | 2003-04          | 7             | 0   |    |    |    |    | 7  | 0   | 0.00 |      |
| 1.ª                                         | 2004-05          | 1             | 1   |    |    |    |    | 1  | 1   | 1.00 |      |
| 1.ª                                         | 2005-06          | 11            | 1   |    |    |    |    | 11 | 1   | 0.09 |      |
| 1.ª                                         | 2006-07          | 16            | 2   |    |    | 2  | 0  | 18 | 2   | 0.11 |      |
| 1.ª                                         | 2007-08          | 3             | 0   |    |    | 1  | 0  | 4  | 0   | 0.00 |      |
| 1.ª                                         | 2008-09          | 29            | 8   |    |    | 4  | 0  | 33 | 8   | 0.24 |      |
| 1.ª                                         | 2009-10          | 9             | 1   |    |    | 6  | 2  | 15 | 3   | 0.20 |      |
| 1.ª                                         | 2010-11          | 5             | 0   |    |    |    |    | 5  | 0   | 0.00 |      |
| Total Lanús                                 | Total Lanús      | 81            | 13  |    |    | 13 | 2  | 94 | 15  | 0.16 |      |
| Instituto Argentina                         |                  |               |     |    |    |    |    |    |     |      |      |
| 2.ª                                         | 2011-12          | 38            | 9   |    |    |    |    | 38 | 9   | 0.24 |      |
| Total Instituto                             | Total Instituto  | 38            | 9   |    |    |    |    | 38 | 9   | 0.24 |      |
| Rosario Central Argentina                   |                  |               |     |    |    |    |    |    |     |      |      |
| 2.ª                                         | 2012 -13         | 37            | 6   |    |    |    |    | 37 | 6   | 0.17 |      |
| 1.ª                                         | 2013-14          | 18            | 1   | -  | -  | -  | -  | 18 | 1   | 0.05 |      |
| Total R. Central                            | Total R. Central | 55            | 7   |    |    |    |    | 55 | 7   | 0.13 |      |
| Pumas de la UNAM · México                   |                  |               |     |    |    |    |    |    |     |      |      |
| 1.ª                                         | 2013-14          | 12            | 1   | 5  | 1  |    |    | 17 | 2   | 0.12 |      |
| 1.ª                                         | 2014-15          | 8             | 0   | 6  | 0  |    |    | 14 | 0   | 0.00 |      |
| Total UNAM                                  | Total UNAM       | 20            | 1   | 11 | 1  |    |    | 31 | 2   | 0.12 |      |
| Aldosivi Argentina                          |                  |               |     |    |    |    |    |    |     |      |      |
| 1.ª                                         | 2015             | 19            | 1   |    |    | 2  | 0  | 21 | 1   | 0.10 |      |
| Total Aldosivi                              | Total Aldosivi   | 19            | 1   |    |    | 2  | 0  | 21 | 1   | 0.10 |      |
| Colón Argentina                             | 1.ª              | 2016          | 13  | 1  |    |    |    |    | 13  | 1    | 0.10 |
| Colón Argentina                             | 1.ª              | 2016-17       | 7   | 1  |    |    |    |    | 7   | 1    | 0.33 |
| Colón Argentina                             | Total Colón      | Total Colón   | 20  | 2  |    |    |    |    | 20  | 2    | 0.10 |
| Total carrera                               | Total carrera    | Total carrera | 234 | 33 | 11 | 1  | 15 | 2  | 259 | 36   | 0.16 |
| (3) No incluye goles en partidos amistosos. |                  |               |     |    |    |    |    |    |     |      |      |

## Palmarés

### Campeonatos nacionales
| Título                           | Club            | Sede         | Año     |
| -------------------------------- | --------------- | ------------ | ------- |
| Torneo Apertura                  | Lanús           | Buenos Aires | 2007    |
| Campeonato de Primera B Nacional | Rosario Central | Rosario      | 2012/13 |

### Campeonatos internacionales
| Título                         | Selección        | Sede       | Año  |
| ------------------------------ | ---------------- | ---------- | ---- |
| Campeonato Sudamericano Sub-17 | Argentina sub-17 | Santa Cruz | 2003 |